# 产业

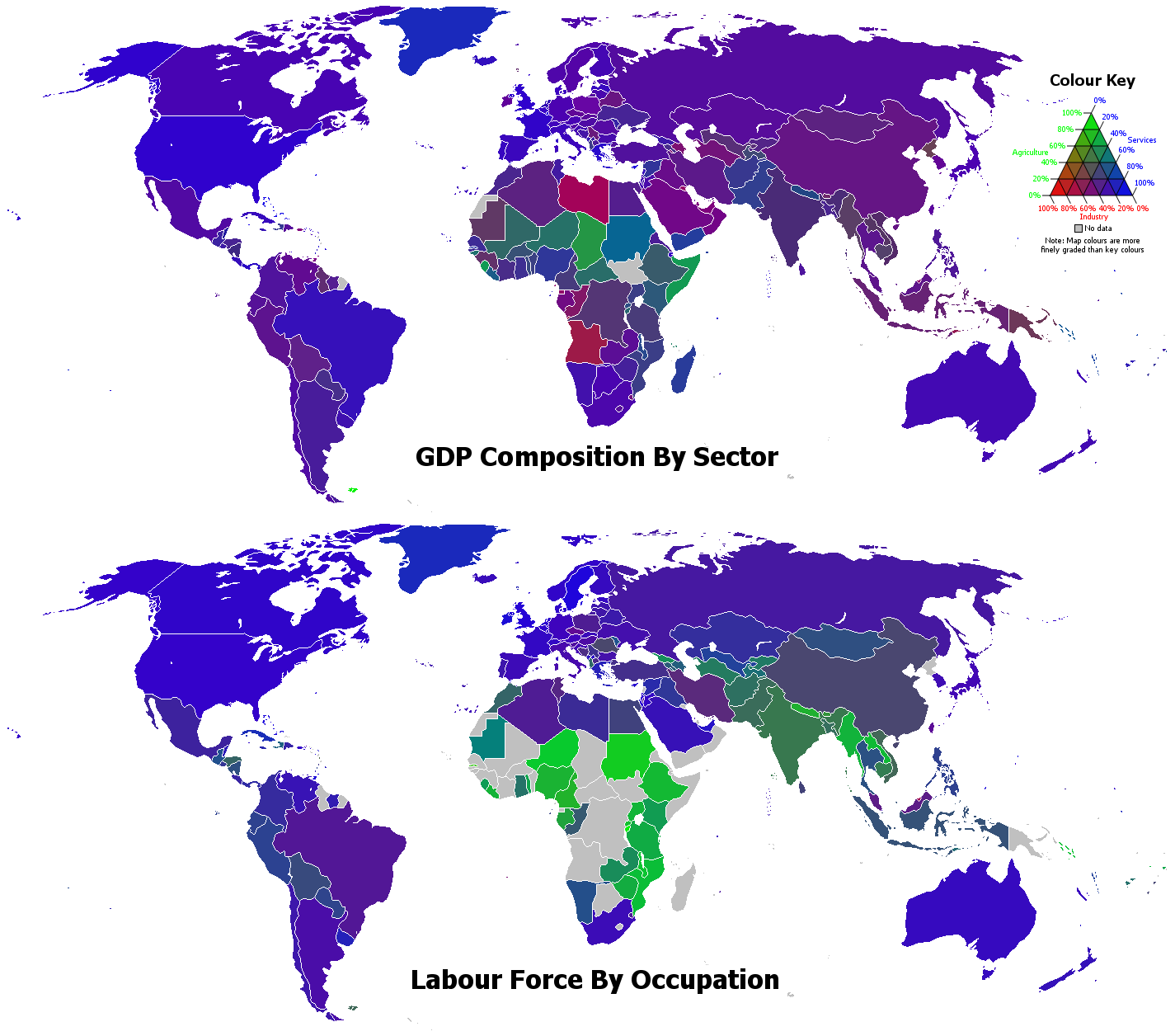
各國GDP（上圖）及勞動力（下圖）和三類產業的分佈概況，各國綠色、紅色及藍色的比例表示第一產業、第二產業、第三產業的比重

產業，指一個經濟體中，有效運用資金與勞力從事生產經濟物品的各種行業。經濟學上，慣常把產業分門別類。一般而言，產業可分為三類，分別是第一產業、第二產業和第三產業。
一个國家的產業結構與該國的經濟密切相關。石油、金融和觀光，為全球前三大規模的產業。資訊業成長也相當快，物流業也是歷久不衰。

## 分類
產業分類有許多不同的分類方式。中国所采用的为三次产业分类法。其中第三產業無論在產值和利润上都是最大。

### 按生產責任分類
- 第一產業，又稱初級產業，是指位處一件產品的生產鏈最低層的行業，這些行業在一件產品的生產鏈中擔任原料開採工作，是該產品自生產至供應市場的最早階段。

- 第二產業，又稱中級產業，是指位處一件產品的生產鏈中層的行業，這些行業在一件產品的生產鏈中擔任原料加工的工作，是該產品自生產至供應市場的中間階段。

- 第三產業，又稱高級產業，是指位處一件產品的生產鏈中最上層的行業，這些行業在一件產品的生產鏈中擔任物流、分銷、中介等服务性工作。第三級產業需要接觸產品的終端顧客，是該產品自生產至供應市場的最後階段。一些特殊的例子，例如教育、學術研究、科技研發、法律專業、醫療等行业便是教科書、教學工具、實驗工具、醫療工具這些操作性產品，和憲法、法律、科學理論這些概念性產品的第三級產業。由于概念性產品的生产过程很難釐定，因此概念性產品的相关行业有時会被另外歸類成第四產業。

由於每樣產品都有自己獨有的生產鏈，所以第一產業對於不同的產品而言有不同的意義。以下是按生產責任的產業分類定義表（三級分類）：
|          | 定義 |
| -------- | --- |
| 第一產業 | 產品的生產鏈最低層的行業，擔任原料的提取工作，是該產品自生產至供應市場的最早階段。                                           |
| 第二產業 | 產品的生產鏈中層的行業，擔任原料加工的工作，是該產品自生產至供應市場的中間階段。                                             |
| 第三產業 | 產品的生產鏈最上層的行業，擔任物流、分銷、中介等工作。第三級產業需要接觸產品的終端顧客，是該產品自生產至供應市場的最後階段。 |

例子：
|          | 行动電話                         | 樓宇                              | 建築材料                 | 米飯               |
| -------- | -------------------------------- | --------------------------------- | ------------------------ | ------------------ |
| 第一產業 | 矽礦開採商                       | 無（可以是鐵鑛開採商→鋼材提煉廠） | 鐵、石鑛開採商           | 種植業             |
| 第二產業 | 零件製造廠→組裝廠                | 建築工程商                        | 材料加工廠（鋼材提煉）   | 稻穀加工廠         |
| 第三產業 | 物流公司，批發商，分銷商，維修商 | 房地產仲介                        | 物流公司，建築材料批發商 | 食品分銷商，飲食業 |

### 按技术含量分類
- 低端產業
- 中端產業
- 高端產業

### 按利润分類
- 高利润產業
- 中利润產業
- 低利润產業

除此以外，产业也有其他分類的方式。像以市場為基礎的全球行业分类标准及行業分類基準，就常用在財務及市場研究中，這些分類是用製造的商品、機能及市場為產業分類。
產業也可以依產品分類，如化學工業、石化業、汽車業、消費電子產品、肉類加工業、餐旅業、食品产业、水產業、軟體業、造紙業、娛樂業、半導體產業、文化产业及貧困產業等。

### 其他

#### 第四產業
第四產業是以提供智慧型服務為特徵的產業領域，以非直接而隱藏性的服務（如設計作業系統給予人使用電腦、確保國家人員安全、未知科學理論探索）。一般認為，與資訊技術、科學研究相關的高新技術產業以及資訊產業屬於第四產業。例如電腦程式設計、生化科技等等。亦有人认为應更細分至第五產業，指提供非牟利為目的之公共產業，包括國防、司法、治安、消防等政府公共服務、基礎設施建設、福利事業等等，但亦有人認為這類行業屬第四產業。一國經濟亦可以概括地分為公共部門和私營部門，而各產業一般被歸入私營部門。

#### 第五產業
也有分類方式是將文化產業與創意產業定義為新的第五產業，包括出版業、動漫業、電子遊戲業、戲劇、舞蹈、企劃、裝修等等能體現文化與創意的產業。

#### 第六產業
非盈利公共產業会被定義為第六產業。

## 歷史
工業革命產生了以大量生產為目的的工廠，對社會造成相當的影響。工業革命之後，工業成為提供國家生產力和就業機會的主要部門。在歐洲，工業發展打破了過去重商主義和封建制度主導的經濟結構。許多科技上的突破和進展，例如煤和鋼的生產，也促進了新產業的出現與發展。許多工業國家開始實施資本主義經濟政策。資本家以鐵路和輪船連接以往難以到達的世界市場，公司有能力擴充到昔日想所未想的規模並賺取數之不盡的財富。工業革命之後，工業佔世界經濟的比重從此遠遠拋離農業。
產業分類由二十世纪三十年代英国经济学家阿·费希尔最早提出，他当时为新西兰奥塔哥大学教授，在其所著《安全与进步的冲突》一书中，他把第一、二产业以外的所有经济活动统称为第三产业；之后产生很多分类方法，各國分法雖略有不同但是幾乎都大致相同。近代又從第三類延伸出第四與第五類產業，也就是本身無明顯利潤但是可以提升其他產業利潤的公共產業，以及體現出文化與創意的文化及創意產業。

## 產業結構變化

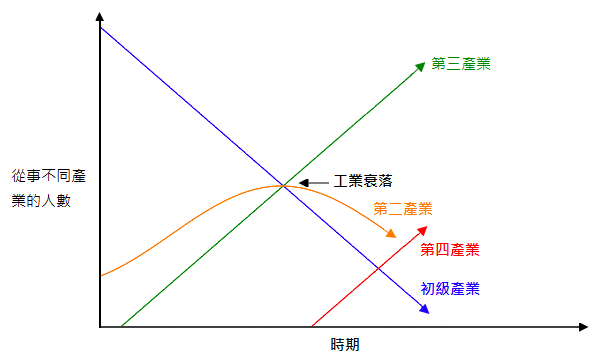
克拉克的產業模型(1950)

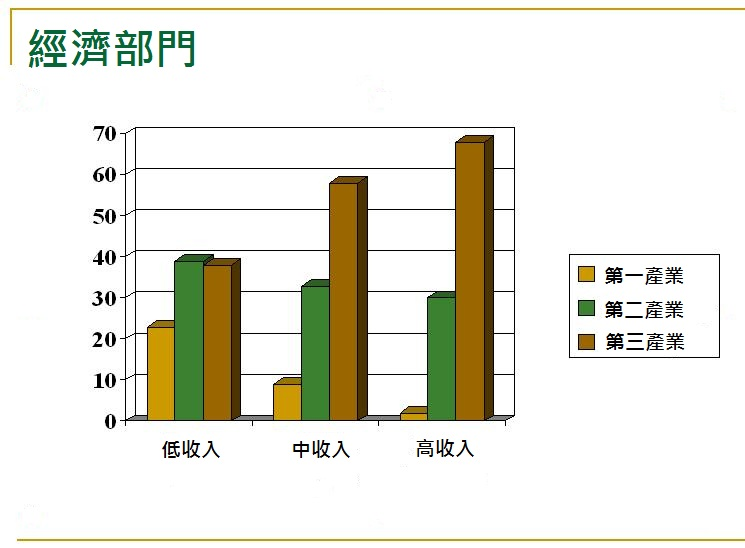
產業結構與國家收入的關係

英國經濟學家、统計學家柯林·克拉克透過费舍尔的三級產業分類法，對三級產業結構的變化與經濟發展的關係進行了大量的實證分析。在工業革命前，人類經濟產業以第一級產業為主，農業、牧業、林業等等。
在工業革命後，第二產業大量出現，各種製造業利用機器生產，取代以往家庭手工業式的生產，生產力大大提高。第二產業佔的經濟份額日漸加重，取代第一產業的主導地位，也帶領人類的生活水平迅速提升。在國家發展的層面上，每個發達國家也必經這個階段，稱為工業化，著名例子有日本的明治維新。
踏入20世紀，在發達國家的大量資金及勞力流入第三產業，第二產業作主導的時代也日漸遠去。其中一個可能的原因是，長久的工業發展使國民收入上升，工資率也連帶上升。於是傳統工業大國在勞力密集工業上的比較優勢，漸漸轉入工資低廉的發展中國家手中，例如香港的工業北移現象、亞洲四小龍的興起，以及後來東南亞及中國的興起。發達國家的產業結構於是轉型成以第三產業及資本密集的高科技工業為主。國民收入決定產業結構，產業結構也影響一個國家的財政收入，兩者是互為影響的。
不過隨著時代的變化，不太容易找到既可以衡量產業產值及經濟效果，又可和以往相比較的指標。例如以往經濟效果可以用製造的工作機會來表示，因此一個產業區塊的僱用人數減少，往往代表此產業的競爭力不足，但近來精益生產也會帶來這様的情形，可能一個生產線只由一至二個人管理即可，像目前香煙業就是如此。
而且先進國家的產業發展到一定程度，其實際的製造生產及其供應鏈其實已移到其他國家，產業產值對本國的經濟貢獻不大，形成某種程度的空洞化。因此自2008年起，歐美國家開始重新著重將部份製造業留在國內生產的经济政策，即再工業化。

## 產業分類法的缺陷
費歇爾的三級產業分類法（及以之為基本的五級產業分類法）在上世紀三十年代提出，距今歷時已久。而人類科技水平不斷提升及經濟不斷發展，也出現了很多新興行業，產業結構亦與費歇爾身處的年代大為不同。因此三級產業分類法浮現了一些缺陷。
有些行業分類模糊。有些行業分在多於一種產業也說得通。例如裝修，它既是一種服務，理應歸入第三產業，但它亦是對未完成品（空單位）的加工，亦可作為第二產業。例如能源行業，它既是加工，又是服務，如果是一些可再生能源如（風能、太陽能）則可稱為第一產業。
第三產業過於複雜。由於生活水平提升，各種新服務出現，同樣是第三產業，行業性質可以相距甚遠。舉例說，補鞋匠與醫生、律師同屬第三產業，以籠統粗略的分類企圖對經濟發展進行分析，顯然是困難重重的。
針對以上一點，有人提出把科技知識的行業從第三產業獨立出來（事實上這些行業也不一定是在提供「服務」），稱為第四產業。但第四產業的說法仍未完全普及，也未統一，有人認為非牟利的公共事業為第四產業，但也有人認為那應該是第六產業。
近年來，文化產業和創意產業在各國發展迅速，因而出現了新的第五產業，用以指體現文化、創意等行業及其工作（包括文化作品、創意科技產物、藝術表演等）。

## 中國標準行業分類
中國標準行業分類全名為所有經濟活動的國際標準行業分類，由聯合國統計司開發，將所有經濟活動分類。這個分類方法，被視為最完整及最有組織的分類方法，世界各地的統計機構亦由此發展自己的分類系統，如北美行業分類系統、北美產品分類系統、香港標準行業分類等。
國際標準行業分類根據不同實體（包括個人及機構）開展的經濟活動，將不同的經濟活動分類。最詳細的一級（類）行業分類的類別是根據相關活動的物資去劃分，在大多數國家，往往以傳統習慣和重要性將類似的活動相結合，形成不同的統計單位，方便在境內使用。
國際標準行業分類第4修訂版，如同以前的版本一樣，以原料輸入、運用和輸出的產品作為分類標準，注重生產過程中不同的性質，去界定和劃分不同的主類、大類、中類、小類和小分類等。
| (01) 中华人民共和国                                        | 4,922 |
| (—) 欧盟                                                   | 4,162 |
| (02) 美国                                                  | 3,752 |
| (03) 日本                                                  | 1,082 |
| (04) 德国                                                  | 1,051 |
| (05) 英国                                                  | 588   |
| (06) 印度                                                  | 559   |
| (07)                                                       | 555   |
| (08) 法國                                                  | 479   |
| (09) 加拿大                                                | 456   |
| (10) 巴西                                                  | 453   |
| (11) 墨西哥                                                | 448   |
| (12) 義大利                                                | 440   |
| (13) 俄羅斯                                                | 427   |
| (14) 印度尼西亞                                            | 408   |
| (15) 沙烏地阿拉伯                                          | 387   |
| (16)                                                       | 362   |
| (17) 西班牙                                                | 312   |
| (18) 阿联酋                                                | 214   |
| (19) 土耳其                                                | 202   |
| (20) 瑞士                                                  | 184   |
| 依照2015年國際貨幣基金組織及世界概況，產業產值前20名的國家 |       |